# NGC 7403
NGC 7403 је појединачна звезда у сазвежђу Рибе која се налази на NGC листи објеката дубоког неба.
Деклинација објекта је + 1° 28' 56" а ректасцензија 22h 53m 6,3s. Привидна величина (магнитуда) објекта NGC 7403 износи 14,5 а фотографска магнитуда 13,9.